# Dănuț Pop
Dănuț Pop (ur. 24 listopada 1968 w Klużu-Napoce) – rumuński judoka. Olimpijczyk z Barcelony 1992, gdzie zajął dziewiąte miejsce w wadze półlekkiej.
Uczestnik mistrzostw świata w 1991. Startował w Pucharze Świata w 1991, 1992 i 1999. Mistrz Rumunii w 1993 roku.

## Letnie Igrzyska Olimpijskie 1992
| Konkurencja | Eliminacje               | Repasaże                     | Repasaże           | Repasaże               | Klas. końcowa |
| Konkurencja | Przeciwnik I             | Przeciwnik I                 | Przeciwnik II      | Przeciwnik III         | Miejsce       |
| ----------- | ------------------------ | ---------------------------- | ------------------ | ---------------------- | ------------- |
| 65 kg       | Israel Hernández (CUB) P | Abd al-Hakim Harakat (ALG) Z | Štefan Cuk (SLO) Z | Kenji Maruyama (JPN) P | 9.            |